# Callen
Callen é uma comuna francesa na região administrativa da Nova Aquitânia, no departamento Landes. Estende-se por uma área de 71,5 km². Em 2010 a comuna tinha 147 habitantes (densidade: 2,1 hab./km²).